# كارل ويبر (سياسي)
كارل ويبر (بالألمانية: Karl Weber)‏ هو محامي وسياسي ألماني، ولد في 8 مارس 1898 في Koblenz-Arenberg ‏ في ألمانيا، وتوفي في 21 مايو 1985 في كوبلنتس في ألمانيا. نشط حزبياً في الاتحاد الديمقراطي المسيحي وحزب الوسط. وقد انتخب وزير العدل (1 أبريل 1965 – 26 أكتوبر 1965) وانتخب عضو في البوندستاغ الألماني خلال فترته النيابية ‏ (7 سبتمبر 1949 – 7 سبتمبر 1953).

## روابط خارجية
- كارل ويبر على موقع مونزينجر (الألمانية)